# Europese kampioenschappen karate 1968
De Europese kampioenschappen karate 1968 waren door de Union Européenne de Karaté (UEK) georganiseerde kampioenschappen voor karateka's. De derde editie van de Europese kampioenschappen vond plaats in het Franse Parijs van 2 tot 4 mei 1968. Er namen 90 karateka's uit 10 verschillende landen deel.

## Resultaten
| Gewichtsklasse   | Goud       | Zilver           | Brons                                  |
| ---------------- | ---------- | ---------------- | -------------------------------------- |
| Open kumite ipon | Guy Sauvin | Dominique Valera | Gerhard Grossetête Richard Kozakiewicz |
| Team             | Frankrijk  | België           | Italië                                 |

1966 · 1967 · 1968 · 1969 · 1970 · 1971 · 1972 · 1973 · 1974 · 1975 · 1976 · 1977 · 1978 · 1979 · 1980 · 1981 · 1982 · 1983 · 1984 · 1985 · 1986 · 1987 · 1988 · 1989 · 1990 · 1991 · 1992 · 1993 · 1994 · 1995 · 1996 · 1997 · 1998 · 1999 · 2000 · 2001 · 2002 · 2003 · 2004 · 2005 · 2006 · 2007 · 2008 · 2009 · 2010 · 2011 · 2012 · 2013 · 2014 · 2015 · 2016 · 2017 · 2018 · 2019 · 2020 · 2021 · 2022